# Minnie the Moocher

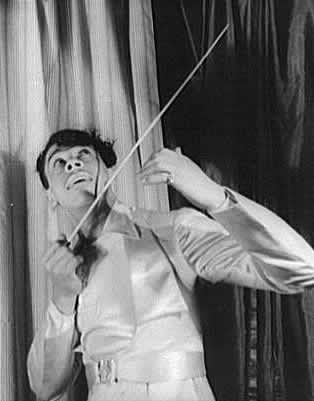
Cab Calloway (ca. 1933)
Fotografie von Carl van Vechten, aus der Van Vechten Collection der Library of Congress

Minnie the Moocher (etwa Minnie, die Schnorrerin) ist ein Jazz-Song, den Cab Calloway mit Irving Mills 1929 geschrieben und veröffentlicht hat. Der Song wurde wegen seiner Scat-Refrains bekannt, zum Beispiel, „Hi-de-hi-de-hi-di-hi!“. Cab Calloway ließ das Publikum daran teilnehmen, indem er jede Phrase in Form eines Anrufs wiederholen ließ. Die Refrains wurden teilweise so komplex und temporeich von Calloway intoniert, dass das Publikum zu lachen begann, statt die Phrasen zu wiederholen.
Das Lied basiert musikalisch und textlich auf dem Song „Willie the Weeper“, dessen Text mit vielen Hinweisen auf das Drogenmilieu versehen ist. Die Person „Smokey“ wird als „cokey“ (Kokainkonsument) beschrieben. Auch die Textzeile „[…] kick the gong around“ entstammt dem Jargon für das Opiumrauchen. Im weiteren Text wird ein Opiumrausch beschrieben, in dem Minnie sich reich und als Freundin des schwedischen Königs sieht. Calloway nahm das Lied erstmals mit seinen Mississourians 1929 auf, zu dieser Zeit entstand auch das ähnliche „Kickin’ the gong around“. Später kam auch noch eine längere Version von „Minnie“ auf den Markt. Das Titel-Catchword „Minnie“ recycelte Calloway in mehreren Folgestücken, wie zum Beispiel „Minnie the Moocher’s Wedding Day“, „Ghost of Smoky Joe“, „Kickin’ the Gong Around“, „Minnie’s a Hepcat Now“, „Mister Paganini – Swing for Minnie“, „We Go Well Together“ und „Zah Zuh Zaz“. 1980 spielte Calloway „Minnie the Moocher“ noch einmal für den Film Blues Brothers und war 1987 an einer Fassung auf dem Album Cab Calloway Stands in for the Moon von Kip Hanrahan und Conjure beteiligt.
In Filmen sowie TV-Serien fand „Minnie-the-Moocher“ ebenfalls wiederholt Verwendung. Die Ursprungsversion des Songs sang Bette Davis 1932 in dem Film Die Hütte im Baumwollfeld. Im gleichen Jahr entstand Max Fleischers Zeichentrickfilm „Minnie the Moocher“, in dessen Anfangssequenz Cab Calloway und seine Band für etwa 30 Sekunden zu sehen sind. Im anschließenden Comic-Film treten Betty Boop und ein Walross auf, welches beim Singen die gleichen Tanzbewegungen wie Calloway ausführt. Eine weitere Filminterpretation war 1984 in Francis Ford Coppolas Film The Cotton Club zu sehen; Cab Calloway wurde in Coppolas Hommage an den legendären Harlemer Cotton Club von Larry Marshall gespielt.
Die eingespielten Cover-Versionen von „Minnie the Moocher“ dürften aktuell in die Hunderte gehen. Die Webseite COVER.INFO listet knapp anderthalb Dutzend namhafterer Versionen auf – darunter Bigband-Versionen von Roy Fox und seiner Swingband (1932), Duke Ellington und seiner Band (1962) sowie dem Pasadena Roof Orchestra (1989). Weitere Einspielungen stammen von Götz Alsmann (mit seiner Begleitband Sentimental Pounders; 1982) und der italienischen Ska-Gruppe Ska-J. Der iTunes Music Store listete im Herbst 2013 mehrere hundert Versionen auf in allen möglichen Stilrichtungen – von Jazz über Easy-Listening-Crooning bis hin zu Neoswing und Techno, unter anderem von Peter Herbolzheimer, Robbie Williams, Bobby Darin, der Charlotte Swing Band sowie Lian Ross.